# Christine Magnuson
Christine Magnuson, née à Palos Heights, Illinois, le 17 octobre 1985, est une nageuse américaine. Elle mesure 1,85 m.

## Palmarès

### Jeux olympiques
- Jeux olympiques de 2008 à Pékin (Chine) :
  -  Médaille d'argent sur 100 m papillon.
  -  Médaille d'argent au titre du relais 4 × 100 m quatre nages

### Championnats du monde

#### Grand bassin
- Championnats du monde 2011 à Shanghai (Chine) :
  -  Médaille d'or du relais 4 × 100 m quatre nages[1].

#### Petit bassin
- Championnats du monde 2010 à Istanbul (Émirats arabes unis) :
  -  Médaille d'argent du relais 4 × 100 m quatre nages[1].

- Championnats du monde 2012 à Istanbul (Turquie) :
  -  Médaille de bronze du relais 4 × 100 m quatre nages[1].

### Jeux panaméricains
- Jeux panaméricains 2011 à Guadalajara (Mexique)
  -  Médaille d'or du 100 mètres papillon.
  -  Médaille d'or du relais 4 × 100 m quatre nages.